# Baltasar de Céspedes
Baltasar de Céspedes (Granada, ¿? - Salamanca, 1615) humanista y catedrático español.

## Biografía
Estaba casado con Antonia del Peso, hija del catedrático y humanista Francisco Sánchez de las Brozas, "El Brocense", y fueron padres del jesuita Valentín de Céspedes. Llegó a Salamanca hacia 1583 y fue nombrado Intendente del Colegio de Gramática por recomendación de fray Luis de León, pero permaneció poco tiempo. Fue luego maestro en Medina de Rioseco, de donde pasó a Valladolid (1587) y finalmente fue catedrático de Prima de Latinidad y Griego de la Universidad de Salamanca (1601), sucediendo a su famoso suegro el Brocense; tuvo fama de maestro eficientísimo y protegió a Gonzalo Correas. Su obra más conocida es el Discurso de las letras humanas llamado El humanista, que Nicolás Antonio fecha en 1600; pero también es importante su Arte poética inconclusa que escribió en latín entre 1605 y 1615 y que se muestra equiparable en intención a las obras de Pinciano, Cascales o Carvallo. El texto se divide en dos libros, de los cuales el primero está dedicado a la poesía épica y exegemática, y el segundo a la poesía dramática y mélica. En el segundo libro, dentro de la poesía dramática, distingue hasta cinco subgéneros: trágico, cómico, bucólico, satírico y mímico. Entre sus discípulos estuvo el escritor Cosme Gómez Tejada de los Reyes.

## Obras
- Discurso de las letras humanas llamado el Humanista, que, según D. Nicolás Antonio escribía en el año 1600 D. Baltasar de Céspedes yerno del Brocense y su inmediato sucesor en la Cátedra de Prima de Retórica de la Universidad de Salamanca, y que sale a la luz por primera vez por D. Santos Díez González. Madrid: A. Fernández, 1784. Hay edición moderna: Discurso de las letras humanas llamado "El Humanista", edición, estudio y notas de Mercedes Comellas Aguirrezábal, prólogo de Francisco Rico, Madrid: Real Academia Española, Centro para la edición de los clásicos, 2018; El Maestro Baltasar de Céspedes, humanista salmantino, y su «Discurso de las Letras Humanas». Estudio biográfico y edición crítica de Gregorio de Andrés, San Lorenzo de El Escorial, 1965.
- Nicolás Marín López, "La Poética del humanista granadino Baltasar de Céspedes", Revista de Literatura 29, 57-58 (1966) 123-219.
- Relación de las honras que hizo la Universidad de Salamanca a la reyna doña Margarita de Austria... van al cabo las Poësias y Hieroglyphicos y el Sermon que predico... fray Andres de Espinosa de la orden de la Santissima Trinidad... y la Oración fúnebre que hizo y recito don Fernando Pimentel, hijo del conde de Benauente...; mandolo todo imprimir la Vniuersidad, [Salamanca]: impresso por Francisco de Cea Tesa en Salamanca, 1611.